# Xian de Gonghe
Le xian de Gonghe (共和县 ; pinyin : Gònghé Xiàn, en tibétain Chabcha) est un district administratif de la province du Qinghai en Chine. Il est placé sous la juridiction de la préfecture autonome tibétaine de Hainan.

## Histoire
En novembre 2012, un millier de lycéens tibétains ont manifesté afin de réclamer la liberté et l'égalité entre les nationalités.

## Démographie
La population du district était de 124 518 habitants en 1999.
La ville de Daotanghe comptait 11 336 habitants en 2000.